# Max Friesacher
Max Friesacher (* 16. Juli 1990 in Judenburg) ist ein österreichischer Fußballspieler. Bis Sommer 2014 war er als Torhüter beim österreichischen Bundesligaverein Wolfsberger AC unter Vertrag.

## Sportliche Laufbahn
Friesacher begann seine Karriere beim SV Bad St. Leonhard in Kärnten. 2003 wechselte er in die Jugendabteilung des Wolfsberger AC, wo er nach fünf Jahren und einem einjährigen Abstecher beim Lokalrivalen ATSV Wolfsberg in die erste Mannschaft geholt wurde und dort in der Regionalliga, Erste Liga und Bundesliga Ersatztorhüter war.
Sein einziges Spiel in der höchsten österreichischen Spielklasse absolvierte Friesacher am 18. Mai 2013 gegen den FC Admira Wacker Mödling, als er bei einem 0:0 durchspielte. Am Ende der Saison 2013/2014 wurde sein Vertrag nicht mehr verlängert, woraufhin er ab 2015 wieder für den ATSV Wolfsberg aktiv war.
In der Saison 2022/23 spielt er wieder für den SV Bad St. Leonhard und beendete daraufhin seine Karriere.